# Gentlemen's Game
Gentlemen's Game è un album in studio della boy band sudcoreana 2PM, pubblicato nel 2014. Il disco fa parte della discografia coreana del gruppo.

## Tracce
1. Promise (I'll be) – 3:28
2. Uneasy – 3:42
3. Giv u Class. – 3:31
4. Make Love – 3:37
5. 시도때도없이 (Without trying) – 3:18
6. Never – 3:20
7. 콧노래 (Humming) – 3:29
8. 어때? (How is it?) – 3:21
9. 향수 (Perfume) – 3:48
10. My Last – 3:23
11. Can't Stop Feeling – 3:17